# Radar Doppler Multitarget
Radar Doppler Multitarget (RDY dans son sigle français) est un radar Doppler pulsé multimode Look-down/shoot-down conçu par Thomson-CSF (désormais Thales) pour le chasseur Mirage 2000-5. Dérivé du RDY-3, il a été adapté aux Mirage F1 marocains. Thomson a affirmé que le RDY original surpassait les AN/APG-66 (en) et AN/APG-68 du F-16 et l'AN/APG -65 du F/A-18 Hornet.

## Conception
Les radars RDI/RDM du Mirage 2000 ne fonctionnaient qu'en mode air-air Le RDY a été conçu pour ajouter des modes air-sol, en particulier la possibilité de contrôler des missiles anti-navires Exocet et Kormoran 2. Le système d'une masse de 240 kg a une antenne plate de 655 mm balayant un faisceau de 3,5° sur un cône 60° à des puissances allant jusqu'à 120 kW. La portée maximale est de 60 nmi (111,12 km) en mode air-air et 20 nmi (37,04 km) en mode recherche. Le RDY peut détecter 24 cibles, en suivre huit et engager quatre cibles à la fois. L'amélioration, le RDY-2 a une portée légèrement plus grande et ajoute un Mode SAR.

## Histoire
Le développement commence en 1984. Le premier des neuf prototypes vole en juillet 1987 dans un Mystère 20, et la première livraison de série a lieu en décembre 1994.
Le radar RDY est le montage standard sur les avions Mirage 2000-5, -5Mk2 (RDY-2) et -9 (RDY-2) et a été installé à bord de 37 Mirage 2000C de l'armée de l'air française en remplacement de leurs radars d'origine (Mirage 2000 portés au standard -5F ; 11 appareils livrés en 1998, 22 en 1999), 25 Mirage 2000-5 Mk2 grecs et 62 Mirage 2000EAD/DAD des Emirats Arabes Unis. Les autres clients du Mirage 2000-5 comprennent le Qatar (avions Mirage 2000-5EDA et -5DDA) et Taiwan (avions Mirage 2000-5Ei et -5Di). La flotte indienne recevra du RDY-2 dans le cadre d'un contrat de 1,47 milliard d'euros signé en juillet 2011 pour les mettre à niveau à la norme 2000-5.
Dans le cadre de la mise à niveau MF2000, 27 Mirage F1 de armée de l’air royale marocaine sont équipés du Thales RC400 (RDY-3 ou RDC), un dérivé du RDY avec une antenne dimensionnée pour s'adapter au Mirage F1, plus petit.

## Spécification
- Fréquence : 8 à 12 GHz
- Bande : I/J